# Municipio de Mississippi (condado de Sebastian)
El municipio de Mississippi (en inglés: Mississippi Township) es un municipio ubicado en el condado de Sebastian en el estado estadounidense de Arkansas. En el año 2010 tenía una población de 1160 habitantes y una densidad poblacional de 15,8 personas por km².

## Geografía
El municipio de Mississippi se encuentra ubicado en las coordenadas 35°7′24″N 94°25′15″O / 35.12333, -94.42083. Según la Oficina del Censo de los Estados Unidos, el municipio tiene una superficie total de 73,44 km², de la cual 71,9 km² corresponden a tierra firme y (2,1 %) 1,54 km² es agua.

## Demografía
Según el censo de 2010, había 1160 personas residiendo en el municipio de Mississippi. La densidad de población era de 15,8 hab./km². De los 1160 habitantes, el municipio de Mississippi estaba compuesto por el 96,21 % blancos, el 0,09 % eran afroamericanos, el 1,81 % eran amerindios, el 0,09 % eran asiáticos, el 0,09 % eran isleños del Pacífico y el 1,72 % eran de una mezcla de razas. Del total de la población el 0,52 % eran hispanos o latinos de cualquier raza.